# Aucuba
Aucuba Thunb., 1783 è un genere di piante vascolari appartenente alla famiglia delle Garryaceae, originario dell'Asia orientale.
Il nome deriva dal giapponese Ookiba.

## Descrizione
Il genere comprende arbusti sempreverdi dalle foglie screziate di giallo. La specie A. japonica raggiunge i 3 m di altezza, con foglie screziate di verde e bianco o verde e avorio. Fiorisce in aprile-maggio con grappoli di fiori insignificanti. D'inverno porta delle belle drupe di colore rosso brillante che risaltano sul fogliame verde.
Per produrre le bacche, dato che si tratta di piante dioiche,  vale a dire che i fiori femminili ed i fiori maschili si trovano su piante diverse, occorre che stiano vicine una pianta maschile ed una femminile.

## Tassonomia
Il genere Aucuba comprende le seguenti specie:
- Aucuba albopunctifolia F.T.Wang
- Aucuba chinensis Benth.
- Aucuba chlorascens F.T.Wang
- Aucuba confertiflora W.P.Fang & Soong
- Aucuba eriobotryifolia F.T.Wang
- Aucuba filicauda Chun & F.C.How
- Aucuba himalaica Hook.f. & Thomson
- Aucuba japonica Thunb.
- Aucuba obcordata (Rehder) K.T.Fu ex W.K.Hu & Soong
- Aucuba robusta W.P.Fang & Soong

## Coltivazione
Può essere coltivata all'aperto essendo pianta rustica, o nelle varietà A. japonica crotonifolia a foglie fittamente macchiettate di giallo e avorio e A. japonica goldieana con macchie di dimensioni maggiori, per la coltivazione in vaso negli appartamenti dove non superano i 90 cm di altezza.
Preferisce esposizione in penombra e resiste bene anche a basse temperature, negli appartamenti collocare i vasi vicino ad una fonte di luce in ambienti freschi, non teme le correnti d'aria o la scarsità di luce, vuole terreno acido non calcareo, sostanzioso e umido, per i vasi utilizzare terriccio universale misto a torba, annaffiature abbondanti d'estate scarse d'inverno, nel periodo vegetativo concimare con fertilizzante liquido una volta al mese, se coltivata in vaso provvedere alla pulizia periodica delle foglie e porre le piante all'aperto nella bella stagione, è da prevedere un rinvaso primaverile tutti gli anni con terriccio universale misto a torba, per gli esemplari di maggiori dimensioni è sufficiente rinterrare.
Si moltiplica per talea, innesto o con la semina e successivo trapianto in piena terra o in vaso.

## Curiosità
Lo scrittore giapponese Yukio Mishima nel suo noto romanzo Il padiglione d'oro, cita l'aucuba, descrivendone le "rosse bacche lucide che si intravedono sotto le foglie traboccanti di neve", nei pressi della città di Kyoto (Milano, Universale Economica Feltrinelli, 1990).